# مخنف بن سليم
مخنف بن سليم الغامدي الأزدي (ت 65 هـ - 685م)، فارس، صحابي، من القادة الأمراء، ونقيب الأزد في الكوفة. وفد على النبي وهو في مكة وشهد معه حجة الوداع سنة 10 هـ، وفي سنة 13 هـ شهد معركة البويب وما تلاها من فتوح العراق. سكن البصرة، ونزل الكوفة بعد ذلك، ويعد من أبرز من شاركوا علي بن أبي طالب حروبه ، كما يعد من رجال الأزد البارزين في صدر الإسلام.
برز في خلافة علي، وكانت معه راية الأزد وخثعم وبجيلة وخزاعة في معركة الجمل فجرح وسقط ثم تتابع على الراية أخواه فقتلا. وبعد الجمل ولاه علي على أصفهان مدة ستة أشهر، ثم شارك في وقائع صفين تحت قيادة ابن خالته جندب بن زهير، وأبلى بلاء حسن. كما شهد مع علي قتال أهل النهروان سنة 38 هـ. وبعد النهراون ولاه الإمام علي صداقات وخراج بكر بن وائل، وبينما هو على الصدقات أغار النعمان بن بشير على عين تمر سنة 39 هـ فأنجد واليها مالك بن كعب بابنه عبد الرحمن وخمسين رجلاً، وصد عدوان النعمان بن بشير. وفي خلافة معاوية بن أبي سفيان تنقطع أخباره تمامًا، ليظهر مرة أخرى ضمن التوابين الذين خرجوا ثائرين على بني أمية في طلب دم الحسين بن علي، فسير إليهم مروان بن الحكم جيشا بقيادة عبيد الله بن زياد فقاتلوه. وقتل مخنف مع سليمان بن صرد في إحدى هذه الوقائع بالعراق.

## نسبه
- هو مخنف بن سليم بن حارث بن عوف بن ثعلبة بن عامر بن ذهل بن مازن بن ذبيان بن ثعلبة بن الدؤل بن سعد مناة بن غامد، مِن الأزد.[14]

## إسلامه
صحب مخنف بن سليم النبي ﷺ، وروى ابن سعد عن هشام الكلبي عن أبي مخنف أن جد أبيه مخنف بن سلیم جاء إلى النبي بعد أنه دعاهم أبي ظبيان إلى الإسلام، فأجابه أربعون رجلاً منهم: مخنف وأخواه عبد الله وزهير أبناء سليم، وعبد شمس بن عفيف بن زهير، والحجن بن المرقع أبو سبرة وجندب بن زهير وجندب بن كعب والحارث بن الحارث وزهير بن محشي والحارث بن عامر، وقدموا على النبي وهو في مكة في ذي الحجة سنة 10 هـ، وشهدوا حجة الوداع.
ويتصل بذلك الخبر ما رواه أهل السنن الأربعة، قالوا: « عن مخنف بن سليم قال: كنا وقوفا مع النبي صلى الله عليه وسلم بعرفات فسمعته يقول يا أيها الناس على كل أهل بيت في كل عام أضحية وعتيرة هل تدرون ما العتيرة هي التي تسمونها الرجبية».
وكتب النبي لهم كتابًا سلمه لسيدهم أبي ظبيان، قال فيه: «أما بعد فمن أسلم من غامد فله ما للمسلم حرم ماله ودمه ولا يحشر ولا يعشر وله ما أسلم عليه من أرضه».

## في خلافة عمر بن الخطاب
لما بلغ عمر بن الخطاب نتائج معركة الجسر في العراق واستشهاد أبو عبيد الثقفي وصحبه فيها. ندب أمير المؤمنين الناس إلى العراق، فكان أول من أجاب الأزد، وفي ذلك روى أبو مخنف: «مكث عُمَر بْن الخطاب رضي اللَّه عنه سنة لا يذكر العراق لمصاب أَبِي عُبَيْد وسليط، وكان المثنى بْن حارثة مقيما بناحية أليس يدعو العرب إِلَى الجهاد، ثُمّ أن عُمَر ندب الناس إِلَى العراق، فجعلوا يتحامونه ويتثاقلون عنه. حَتَّى هم أن يغزو بنفسه، وقدم عَلَيْهِ خلق منَ الأزد يريدون غزو الشام، فدعاهم إِلَى العراق ورغبهم في غنائم آل كسرى، فردوا الاختيار إليه.»
ققدمت كنانة والأزد وفيهم غامد في سبعمائة رجل فيهم مخنف بن سليم إلى الخليفة عمر، وفي ذلك روى الكلاعي عن المدائني: «ولما بلغ عمر  أمر الجسر، وأتاه كتاب المسلمين بالخبر استخلف على المدينة على بن أبى طالب وخرج فنزل بصرار يريد أرض فارس ... فانصرف عمر إلى المدينة وكتب إلى المثنى بأن يدعو من حوله ولا يقاتل أحدا حتى يأتيه المدد، وقدم من الأزد وبارق وغامد وكنانة سبعمائة أهل بيت، فقال لهم عمر: أين تريدون؟ فقالوا: سلفنا بالشام. قال: أو غير ذلك، أرضا تبتذونها إن شاء الله ويغنمكم الله كنوزها، أخوار فارس. فقال مخنف بن سليم الغامدي: مرنا بأحب الوجهين إليك. قال: العراق. قال: فامضوا على بركة الله، فأمر عمر على الأزد رجلا منهم، وعلى كنانة غالب بن عبد الله الليثي.».

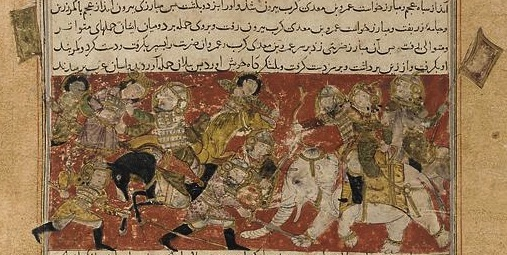
المواجهة بين الجيشين من كتاب تاريخنامه للبلعمي

عقد الخليفة عمر بن الخطاب لواء الأزد لعرفجة بن هرثمة وكان من السابقين للإسلام ومن قادة قتال الردة، ولواء كنانة لغالب بن عبد الله الكناني وكان من المهاجرون الأوّلون. ثم وجههم مددًا إلى المثنى بن حارثة في العراق، وفي ذلك روى الطبري على نحو ما ذكر أبو مخنف والمدائني، وقال: «قدما على عمر غزاة بني كنانة والأزد في سبعمائة جميعا. فقال: أي الوجوه أحب إليكم؟ قالوا: الشام أسلافنا أسلافنا. فقال: ذلك قد كفيتموه العراق العراق... فقال غالب بن عبد الله الليثي، وعرفجة البارقي: كل واحد منهما لقومه، وقاما فيهم: يا عشيرتاه، أجيبوا أمير المؤمنين إلى ما يرى، وأمضوا له ما يسكنكم. قالوا: إنا قد أطعناك وأجبنا أمير المؤمنين إلى ما رأى وأراد. فدعا لهم عمر بخير، وقاله لهم، وأمر على بني كنانة غالب بن عبد الله وسرحه، وأمر على الأزد عرفجة بن هرثمة وعامتهم من بارق، وفرحوا برجوع عرفجة إليهم، فخرج هذا في قومه وهذا في قومه، حتى قدما على المثنى». قاتل مخنف مع قومه الأزد تحت لواء عرفجة بن هرثمة في معركة البويب، وكان لهم بلاء حسن تحت القائد العام المثنى بن حارثة، ولهم أثر ظاهر في انتصار العرب على الفرس في هذه المعركة الحاسمة، وقد قتل اخوه عبد شمس - عبد الله - بن سليم في هذا اليوم.
بعد وفاة المثنى بن حارثة، وجه الخليفة عمر سعد بن أبي وقاص إلى العراق وولاه القيادة، فقاتلت الأزد تحت رايته في القادسية، وكان سعد قدم من المدينة المنورة ومعاه زهاء سبعمائة مقاتل من الأزد وهم غامد وبارق وألمع يرأس لواءهم حميضة بن النعمان، ويليه أبو ظبيان الأعرج على لواء وراية غامد، وفي ذلك قال الطبري: «خرج سعد بن أبي وقاص من المدينة قاصدا العراق في أربعة آلاف، ثلاثة ممن قدم عليه من اليمن والسراة، وعلى أهل السروات حميضة بن النعمان بن حميضة البارقي، وهم بارق وألمع وغامد وسائر إخوتهم في سبعمائة». وكانت الأزد في القادسية نحو ألف وخمسمائة مقاتل ممن شهد الأيام زمن خالد بن الوليد، وممن كان مددًا بعد الجسر ثم مددًا مع سعد بن أبي وقاص. وقد شهد مخنف بن سليم مع قومه معركة القادسية الحاسمة، وكان صاحب راية غامد أبو ظبيان بعد المعركة في ألفين وخمسمائة من العطاء.

## في خلافة عثمان بن عفان
وفي خلافة عثمان بن عفان كان مخنف بن سليم وابن خالته جندب بن زهير فيمن ثار على الوليد بن عقبة بعد أن قتل جندب بن كعب الأزدي الساحر، وحاول الوليد قتل جندبا بالساحر، فمنع مخنف قتله، إلا أن الوليد سجن جندب بن كعب، فتوجه مخنف وجندب بن زهير للخليفة عثمان، فقبل عثمان شفاعتهم، وكتب الآتي فما روي: «فكتب عثمان إلى الوليد: أما بعد، فإن مخنف بن سليم، وجندب بن زهير، شهدا عندي لجندب بن كعب بالبراءة وظلمك إياه، فإذا قدما عليك فلا تأخذن جندبا بشئ مما كان بينك وبينه، ولا الشاهدين بشهادتهما، فإني والله أحسبهما قد صدقا ووالله لئن أنت لم تعتب وتتب لأعزلنك عنهم عاجلا، والسلام».

## في خلافة علي بن أبي طالب

### وقعة الجمل

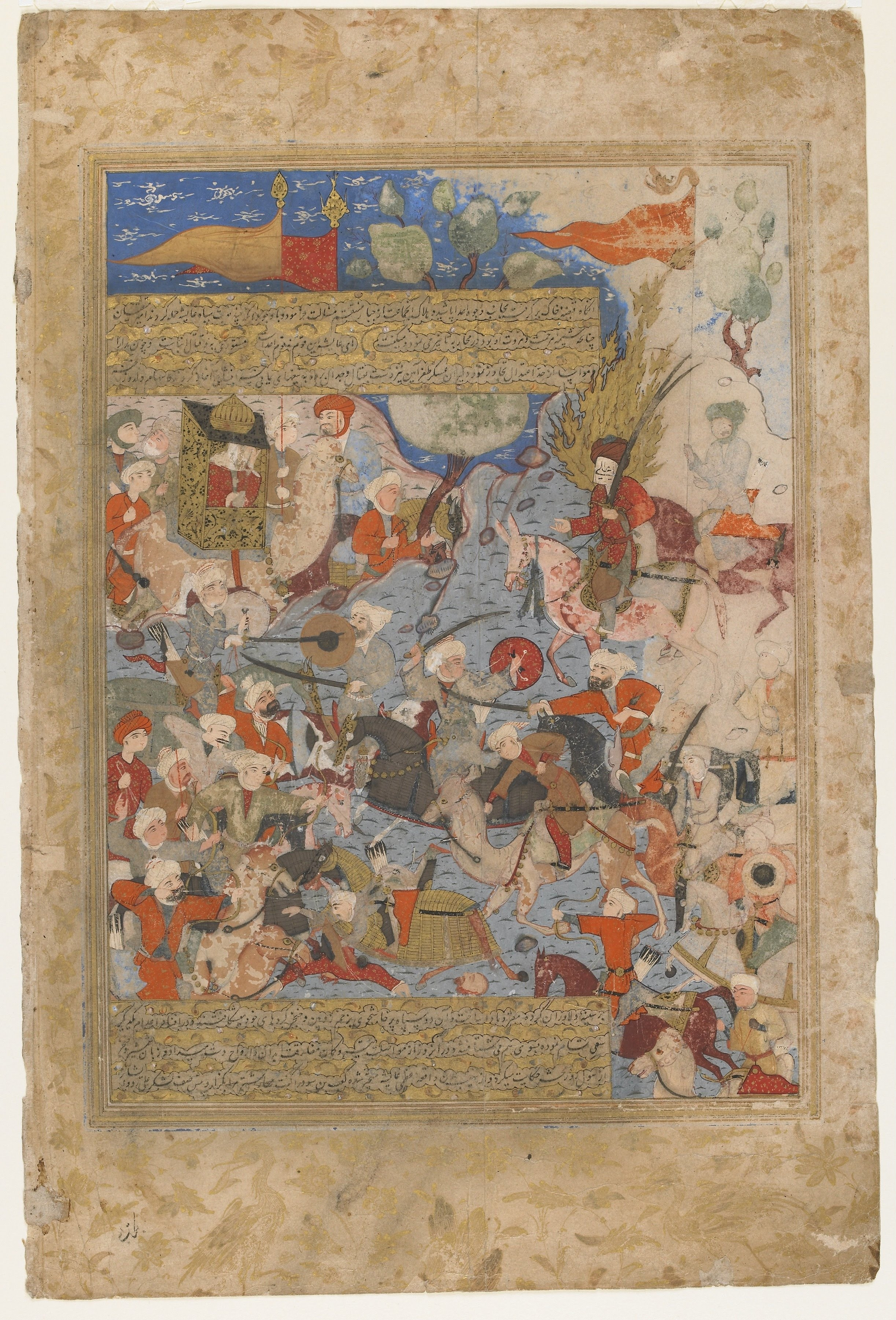
لوحة تصور يوم الجمل.

كان مخنف بن سليم في معركة الجمل على راية الأزد مع علي بن أبي طالب وضد عائشة بنت أبي بكر، وأتفق لوط أبو مخنف والمدائني أن علي بن أبي طالب عقد سبع رايات في الجمل وكانت راية الأزد وبجيلة وخثعم وخزاعة كلها لمخنف بن سليم الأزدي. وكان لمخنف في ذلك اليوم مشاهد بطولية، فحملت ميمنة أهل الكوفة على ميسرة أهل البصرة فأزالوهم عن موافقهم، وثبت الناس بعضهم لبعض فاقتتلوا ساعة من النهار، فبرز مخنف بن سليم وهو يرتجز قائلاً:
ثم قاتل قتالاً شديدا وحمل مجروحًا، ثم تقدم أخوه الصقعب بن سليم فقاتل حتى قُتل، ثم خرج أخوه عبد الله بن سليم فقتل، والأبيات المذكورة يوردها سيف بن عمر عن يزيد بن قيس الأرحبي. وقد شج رأس مخنف بن سليم في المعركة وحمل جريحًا فتسلم الراية أخوه الصقعب وعبد الله وقتلا، فأخذ الراية العلاء بن عروة الأزدي وكان النصر على يديه.
وقد روى الشيخ المفيد عن الواقدي خلاف ما ذكر الطبري عن لوط أبو مخنف، ولم يذكر التوزيع لأسباع وذكر أن راية الأزد كانت مع جندب بن زهير وأبو زينب الأزدي، ولم يذكر مخنف بن سليم في كتابه بتاتًا. واتفق لوط أبو مخنف في كتابه الجمل مع الواقدي في تعبئة الجيش وأن جندب بن زهير صاحب راية الأزد في الجمل.
لما تولى علي الخلافة كان أبو موسى الأشعري أميرًا للكوفة، وكان رأيه القعود عن القتال والاعتزال عن الفتنة، فأجابه أشراف وكبار وجوه الصحابة في الكوفة واعتزلوا الفتنة، بينما كان مخنف بن سليم أحد رجالات الكوفة القلائل الذين نفروا لنصرة علي بن أبي طالب في مواجهة السيدة عائشة، فلما عاد علي من البصرة والنصر من وقعة الجمل، جمع بعض من اعتزل وعاتبهم، وفي أثناء عتابه دخل مخنف وبنوه فأبدى علي لهم شكره وامتنانه، وفي ذلك روى أبو مخنف لوط عن عم أبيه محمد بن مخنف قال: « دخلت مع أبي على علي بعد مقدمه من البصرة وهو عام بلغت الحلم، فإذا بين يديه رجال يؤنبهم و يقول لهم: ما أبطأ بكم عني وأنتم أشراف قومكم والله إن كان من ضعف النية و تقصير البصيرة إنكم لبور و إن كان من شك في فضلي و مظاهرة علي إنكم لعدو. فقالوا: حاش لله يا أمير المؤمنين نحن سلمك و حرب عدوك، ثم اعتذر القوم فمنهم من ذكر عذرا، و منهم: من اعتل بمرض ومنهم من ذكر غيبة فنظرت إليهم فعرفتهم فإذا عبد الله بن المعتم العبسي وحنظلة بن الربيع التميمي وكلاهما كانت له صحبة، وإذا أبو بردة بن عوف الأزدي، وإذا غريب بن شرحبيل الهمداني. قال و نظر علي إلى أبي، فقال: ولكن مخنف بن سليم وقومه لم يتخلفوا».

### وقعة صفين
وبعد معركة الجمل، ولى علي بن أبي طالب مخنفا عمل أصفهان، ولمدة قصيرة. ثم ندب علي بن أبي طالب عماله على البلدان إلى الشام لمقاتلة معاوية بن أبي سفيان، فأقبل إليه عبد الله بن عباس من البصرة، ويزيد بن قيس الأرحبي من المدائن، وسعد بن مسعود الثقفي من السواد، والأسود بن قطبة من حلون، ومخنف بن سليم من أصفهان، والربيع بن خثيم من الري، وسعيد بن وهب من همدان، وغيرهم ممن اجتمع إليه من عماله في البلاد التي كانت في يده، فانطلقوا إلى الشام. وكانت راية الأزد مع جندب بن زهير. وقاتل مخنف بن سليم تحت راية جندب، وكان ممن حارب أهل الشام على الماء، وعز عليه قتال قومه الذين يقاتلون في صف معاوية بن أبي سفيان.

### عامل علي على صدقات بكر بن وائل
شهد مخنف بن سليم مع علي قتال الخوارج في النهروان سنة 38 هـ. ثم ولاه علي بن أبي طالب صدقات بكر بن وائل سنة 39 هـ. وبينما هو على الصدقات أغار النعمان بن بشير على عين تمر، فطلب والي العين مالك بن كعب النجدة من مخنف بن سليم، فأمده بابنه عبد الرحمن وخمسين رجلاً، وصد هؤلاء عدوان النعمان بن بشير. وبقي مخنف على جباية الخراج والصدقات حتى قتل الخليفة علي في رمضان 40 هـ.

## ثورة التوابين ومقتله

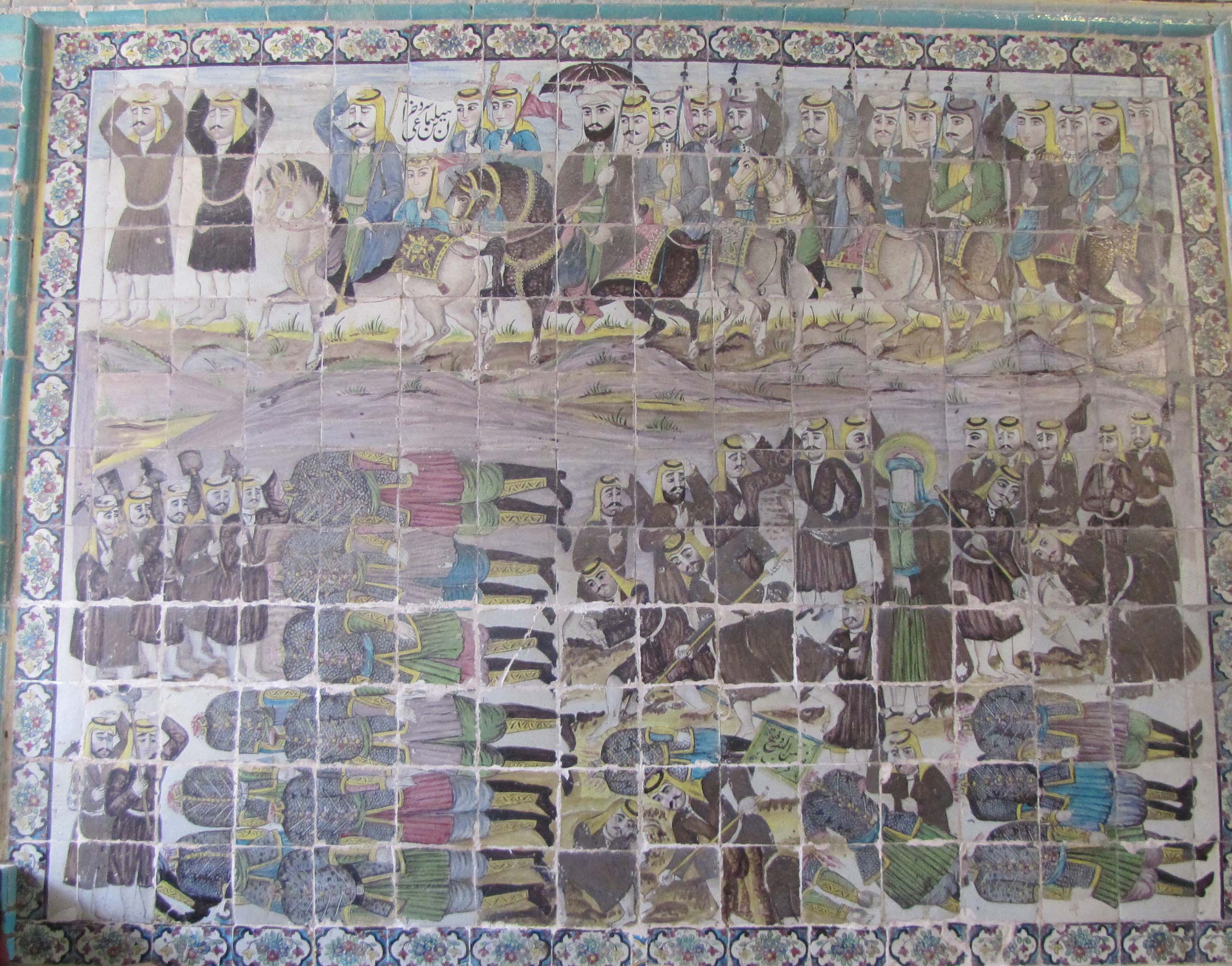
نقش بلاطي في مدينة كرمانشاه الإيرانية يصور معركة عين الوردة ومقتل سليمان بن صرد.

وخلال خلافة معاوية بن أبي سفيان ويزيد بن معاوية تنقطع أخبار مخنف بن سليم تمامًا، ويظهر للمرة الأخيرة في أخبار ثورة التوابين الذين خرجوا ثائرين على بني أمية في طلب دم الحسين بن علي، فسير إليهم مروان بن الحكم جيشا بقيادة عبيد الله بن زياد فقاتلوه. وقتل مخنف وهو كهلاً مع سليمان بن صرد في إحدى هذه الوقائع بالعراق سنة 64 هـ أو 65 هـ. وشيع مخنف في الكوفة وله جبانة باسمه - مدفن خاص - دفن به.

## أبناءه
لمخنف بن سليم عدّة أولاد، وهم:
- عبد الرحمن بن مخنف (15 هـ - 75 هـ): الابن الأكبر لمخنف بن سليم، ولد عام القادسية. وبرز أيام خلافة علي بن أبي طالب وهو شاب، وفي يوم صفين قابله سفيان بن عوف في جيش الشام ولم يعرفه لحداثته بين القوم. ولما أغار النعمان بن بشير على عين تمر سنة 39 هـ أنجد عبد الرحمن واليها مالك بن كعب الأرحبي، وصد النعمان بن بشير. وفي نفس العام 39 هـ استعمل الخليفة علي عبد الرحمن بن مخنف على خراج أرض الري، فأخذ المال، وتواری عنه عند نعیم بن دجاجة الاسدي، فأرسل علي من يخرجه من دار نعیم، فهرب، فأتو عليا بنعيم، وأمر به أن يضرب، فقال نعم: ان مفارقتك لكفر - يعني الخروج عليك، فيكون من الخوارج - وأن المقام معك الذل. فأمر علي بالكف عنه. وظل عبد الرحمن هاربًا حتى آلت الخلافة لبني أمية، وكان عبد الرحمن يجاري عبيد الله بن زياد، وأيد عبد الله بن مطيع الذي عندما ثار المختار بن أبي عبيد بعثه إلى جبانة الصائديين ليكفيه قومه لا يؤتى من جهتهم، وأشار على ابن مطيع أن يأخذ من المختار أمانًا ويخرج، ونصح أشراف الكوفة أن يتريثوا في مقاتلة المختار، فلم يستجيبوا له فقاتل معهم وجرح، ثم انضم مع أشراف الكوفة إلى مصعب بن الزبير، الذي عندما عزم على القضاء على المختار أرسله ليدعو أهل الكوفة لبيعته، فلما وصل مصعب كلفه أن يزحف من جبانة السبيع. لما استتبت سيطرة عبد الملك بن مروان على الكوفة بعثه واليها بشر بن مروان لقتال الأزارقة مع المهلب بن أبي صفرة، وقتله قطري بن الفجاءة في المعركة سنة 75 هـ في كازرون.
- عمر بن مخنف- وفي بعض المصادر مصحف إلى عامر بزيادة ألف، ويكنى أبي رملة - (ت 66 هـ): أدرك علي بن أبي طالب وروى عنه حديث، [54] كما روى عن أبيه حديث. قُتل ضد المختار بن أبي عبيد الثقفي سنة 66 هـ.[55]
- أبي بكر بن مخنف (ت 68 هـ): ولي استان العال - وهي الأنبار - لمصعب بن الزبير، ثم للحارث بن أبي ربيعة، وقضى في الولاية سنتين، قتله بعدها الخوارج سنة 68 هـ.[56]
- محمد بن مخنف (20 هـ - نحو 100 هـ): حضر دخول علي بن أبي طالب الكوفة وهو قادم من البصرة - بعد الجمل - وهو غلام بعمر الخامسة أو السادسة عشر وفي ذلك قال: «دخلت مع أبي على علي حين قدم من البصرة، وهو عام بلغت الحلم».[57] ويروي عن نفسه أنه شهد صفين وهو ابن سبع عشرة ولم يقاتل،[58] ويروي لوط أبو مخنف عن أبيه يحي بن سعيد بن مخنف عن عمه محمد بن مخنف كثيرًا.
- سعيد بن مخنف: وهو جد الأخباري الشهير لوط بن يحيى بن سعيد.
- حبيب بن مخنف: تابعي، وقيل له صحبة.[59] يروي عن أبيه حديث (انتهيت إلى النبي  يوم عرفة)، وعداده في الحجاز.[60]